# Jacques Heuclin
Jacques Heuclin (né le 10 juillet 1946 à Paris (10e) et mort le 31 octobre 2007), est un homme politique français, membre du Parti Socialiste.

## Études et activité professionnelle
Il fait l’ensemble de ses études primaires et secondaires à Pontault-Combault (Seine-et-Marne) avant d’obtenir un Brevet d’enseignement commercial au lycée Paul-Doumer du Perreux-sur-Marne (Val-de-Marne).
Il intègre, en 1969, la société OTH (Omnium Technique de l’Habitat), bureau d’étude au sein de laquelle il exercera la fonction de contrôleur de gestion jusqu’en 1978.
Parallèlement, il débute en 1971 une carrière de pilote automobile. Pilote amateur au départ, il obtiendra son premier contrat professionnel en 1975. Jusqu’à son retrait, pour raison de santé, en 2003, il participera 11 fois aux 24 Heures du Mans, et remportera notamment un titre de champion de France des circuits. Fort de ces résultats, il sera récipiendaire de la médaille d'or de la Jeunesse et des Sports.

## Engagement politique et mandats
Intéressé par la démarche de la « 2e gauche », il adhère en 1968 au PSU de Michel Rocard avant de rejoindre, en 1971, le PS au moment du Congrès d'Épinay.
En 1977, il est élu maire de Pontault-Combault. Il sera réélu en 1983, 1989, 1995 et 2001, dès le premier tour.
Il est élu, en 1979, conseiller général du canton de « Roissy-en-Brie/Pontault-Combault/Pontcarré/Ozoir-la-Ferrière ». En 1985, il remporte à nouveau cette élection après la création du nouveau canton de Pontault-Combault.
De 1986 à 1997, il siège au sein de l’assemblée du conseil régional d'Île-de-France.
Entre 1991 et 1993, il fait son entrée à l'Assemblée nationale en suppléance d’Alain Vivien, maire de Combs-la-Ville, nommé secrétaire d'état aux affaires étrangères par le président Mitterrand.
En 1997, il est élu député de la neuvième circonscription de Seine-et-Marne. Celle-ci regroupe 48 communes, près de 180 000 habitants (2006), qui regroupe les cantons de Brie-Comte-Robert Combs-la-Ville, Pontault-Combault et de Tournan-en-Brie. Mais il est battu en 2002 puis en 2007 par Guy Geoffroy.
Parallèlement à son engagement politique, Jacques Heuclin est franc-maçon du Grand Orient de France. Après avoir été initié à la loge Les Anneaux (Le Perreux), il participe à la fondation de la loge Volney 89 de Pontault-Combault dont il est membre jusqu'à sa mort.
En septembre 2007, il subit une intervention chirurgicale. Il meurt le 31 octobre 2007 des suites d'une infection pulmonaire.

## Sport automobile

### Résultats aux 24 Heures du Mans
| Année | Écurie                      | Copilotes                           | Voiture      | Classe | Tours | Pos. | Class Pos. |
| ----- | --------------------------- | ----------------------------------- | ------------ | ------ | ----- | ---- | ---------- |
| 1981  | Compagnie Primagaz          | Pierre Yver Michel Dubois           | Lola T298    | S2.0   | 203   | N.c. | N.c.       |
| 1982  | Michel Lateste (de)         | Michel Lateste (de) Hubert Striebig | URD C81      | C      | 45    | Abd. | Abd.       |
| 1983  | Hubert Striebig             | Hubert Striebig Noël del Bello (en) | Sthemo SM01  | C Jr.  | 71    | Abd. | Abd.       |
| 1984  | Hubert Striebig             | Hubert Striebig Noël del Bello (en) | Sthemo SM C2 | C2     | 42    | Abd. | Abd.       |
| 1985  | Automobiles Louis Descartes | Louis Descartes Daniel Hubert       | ALD 01       | C2     | 140   | N.c. | N.c.       |
| 1986  | Automobiles Louis Descartes | Louis Descartes                     | ALD 02       | C2     | 41    | Abd. | Abd.       |
| 1987  | Automobiles Louis Descartes | Louis Descartes Dominique Lacaud    | ALD 03       | C2     | 269   | 11e  | 5e         |
| 1988  | Automobiles Louis Descartes | Louis Descartes Dominique Lacaud    | ALD 04       | C2     | 294   | 22e  | 5e         |
| 1990  | Automobiles Louis Descartes | François Migault Gérard Tremblay    | ALD C289     | C2     | 36    | Abd. | Abd.       |
| 1992  | Didier Bonnet Autoracing    | Didier Bonnet (de) Gérard Tremblay  | Debora 92    | C4     | 25    | Abd. | Abd.       |